# Карановский сельсовет
Карановский сельсовет — муниципальное образование в Миякинском районе Башкортостана.
Административный центр — село Каран-Кункас.

## История
Согласно «Закону о границах, статусе и административных центрах муниципальных образований в Республике Башкортостан» имеет статус сельского поселения.

## Население
| 2002 | 2009  | 2010 | 2012 | 2013 | 2014 | 2015 |
| ---- | ----- | ---- | ---- | ---- | ---- | ---- |
| 1241 | ↘1231 | ↘975 | ↘936 | ↘902 | ↘873 | ↘835 |
| 2016 | 2017  | 2018 |      |      |      |      |
| ↘823 | ↘792  | ↘768 |      |      |      |      |

## Состав сельского поселения
| № | Населённый пункт | Тип населённого пункта       | Население |
| - | ---------------- | ---------------------------- | --------- |
| 1 | Каран-Кункас     | село, административный центр | ↘407      |
| 2 | Куль-Кункас      | село                         | ↘209      |
| 3 | Комсомольский    | деревня                      | ↘177      |
| 4 | Софиевка         | деревня                      | ↘136      |
| 5 | Зайпекуль        | деревня                      | ↘46       |